# 共立 (農機)
株式会社共立（きょうりつ）は、かつて存在した農業用機械（防除機や刈払機など）、林業用機械（チェーンソーなど）を製造、販売するメーカー。本社は東京都青梅市末広町に置かれていた。現在は経営統合後の事業会社となった株式会社やまびこのブランドの1つとなっている。

## 沿革
- 1947年（昭和22年） - 共立農機株式会社を設立。
- 1960年（昭和35年） - 東京市場店頭銘柄として株式公開。
- 1961年（昭和36年） - 東京証券取引所2部に上場。
- 1968年（昭和43年） - 東京証券取引所1部へ指定替え。大阪証券取引所、名古屋証券取引所に上場。
- 1971年（昭和46年） - 社名を共立に変更。
- 2004年（平成16年） - 大阪証券取引所、名古屋証券取引所上場廃止。
- 2008年11月25日 - 東京証券取引所上場廃止。
- 2008年12月1日 - 新ダイワ工業株式会社と共同持株会社「株式会社やまびこ」を設立(代表取締役社長 北爪靖彦が代表取締役社長兼執行役員に就任)、株式会社共立はやまびこの完全子会社となる。
- 2009年10月1日 - 「株式会社やまびこ」が新ダイワ工業株式会社と株式会社共立を吸収合併し、株式会社共立は消滅した。

## 所在地
- 本社 - 東京都青梅市末広町
- 横須賀工場 - 神奈川県横須賀市
- 盛岡工場 - 岩手県岩手郡滝沢村